# NGC 800
NGC 800 je galaksija u zviježđu Kit.

## Vanjske poveznice
- SEDS: NGC 800